# Háborúra készülve
A Háborúra készülve (eredeti cím: Shock and Awe) 2017-ben bemutatott amerikai filmdráma, melyet Joey Hartstone forgatókönyvéből Rob Reiner rendezett. A főbb szerepekben Woody Harrelson, Tommy Lee Jones, James Marsden, Milla Jovovich és Jessica Biel látható. 
Világpremierje a Zürichi Filmfesztiválon volt 2017. szeptember 30-án. 2018. július 14-én a DirecTV Cinema jelentette meg, mielőtt a Vertical Entertainment 2018. július 13-án limitált kiadásban bemutatta a mozikban.

## Rövid történet
A világ rádöbbent, hogy az iraki inváziót megelőző tizennyolc hónapban minden, amit Jonathan Landay, Warren Strobel, Joe Galloway és John Walcott írt, igaz volt – vagyis az amerikai kormányzat mondvacsinált indokkal, hamis jelentésekre támaszkodva kezdett háborúzni Irakkal.

## Szereplők
| Szerep          | Színész         | Magyar hang    |
| --------------- | --------------- | -------------- |
| Jonathan Landay | Woody Harrelson | Stohl András   |
| Warren Strobel  | James Marsden   | Miller Zoltán  |
| John Walcott    | Rob Reiner      | Máté Gábor     |
| Joe Galloway    | Tommy Lee Jones | Reviczky Gábor |
| Lisa Mayr       | Jessica Biel    | Ruttkay Laura  |
| Vlatka Landay   | Milla Jovovich  | Németh Kriszta |
| A megszokott    | Richard Schiff  |                |
| Carl            | Al Sapienza     | Koncz István   |
| Adam Green      | Luke Tennie     | Jéger Zsombor  |
| Nancy Walcott   | Kate Butler     |                |